# Pieve di Santa Maria Assunta e di Sant'Angelo
La pieve di Santa Maria Assunta e di Sant'Angelo si trova a Pieve Santa Luce, nel comune di Santa Luce.

## Storia e descrizione
Le notizie sull'origine di questa pieve sono incerte. Pare che la prima menzione risalga all'anno 770 quando risulta sottoposta alla pieve lucchese di Gello Mattaccino; nell'802 è segnalata come pieve compresa nella diocesi pisana. L'edificio attuale, ad una sola navata, è il frutto della ricostruzione quasi integrale avvenuta in seguito al sisma del 1846.
La pieve aveva due navate, ciascuna con un ingresso, di cui solo la maggiore terminava con un'abside, sopravvissuta, così come la base del campanile; queste parti originarie sono da riferire al XII secolo. Lungo il vialetto d'accesso alla chiesa sono oggi sistemati i capitelli ed altre sculture medievali e l'ottagonale fonte battesimale monolitico.
Nell'interno si conserva una terracotta robbiana.